# La Morera
|  | Per a altres significats, vegeu «La Morera (desambiguació)». |

La Morera és un municipi de la província de Badajoz, a la comunitat autònoma d'Extremadura.